# Athlone (Kapstadt)

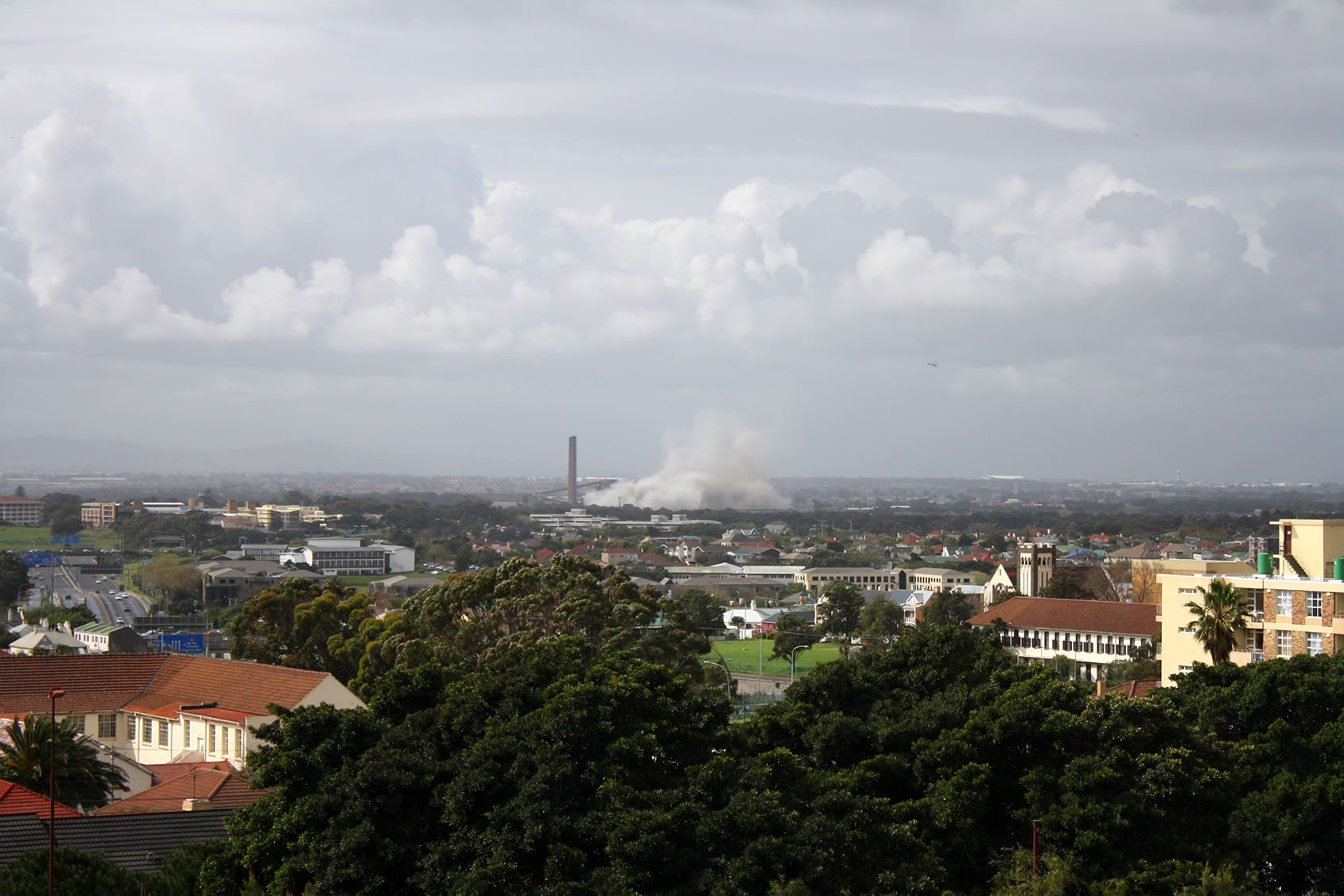
Athlone, wenige Sekunden nach der Sprengung der Kühltürme

Athlone, früher auch bekannt unter dem Namen West London, ist ein Vorort von Kapstadt, Südafrika. Die Ortsmitte von Athlone liegt neun Kilometer südöstlich vom Stadtzentrum von Kapstadt, sodass der Vorort zum geschlossenen Siedlungsgebiet der Stadt gehört. Athlone zählt zu den Cape Flats und wird von der City of Cape Town Metropolitan Municipality verwaltet.
Die Township gehörte früher zu den Nicht-Weißen-Arealen Kapstadts und wurde wegen mehrerer Anti-Apartheid-Unruhen bekannt. Auch wenn die räumliche Rassentrennung in Athlone faktisch unverändert fortbesteht, gilt der Ort heute als gepflegtes Wohngebiet für die farbige Mittelschicht.
Einst galten zwei Kühltürme als Wahrzeichen des Vorortes, sie prägten den Anblick der Stadt auf dem Weg von und zum Flughafen. Sie wurden am 22. August 2010 gesprengt.

## Bevölkerung
Athlone ist gemäß der zum 9. Oktober 2011 durchgeführten Volkszählung ein Ort (main place) mit 237.414 Einwohnern, die in 51.891 Haushalten leben. Die durchschnittliche Haushaltsgröße beträgt somit 4,6 Personen. 52,2 % der Einwohner sind weiblich und 47,8 % männlich.
In Athlone leben hauptsächlich Farbige (Coloureds), die 87,0 % der Bevölkerung ausmachen. Ferner sind 5,9 % Schwarze, 4,5 % Inder oder Asiaten, 0,3 % Weiße und 2,3 % sonstige.
Als Erstsprache geben 52,0 % der Befragten Afrikaans, 43,6 % Englisch, 1,9 % isiXhosa und 2,5 % eine andere Sprache an.

## Ortsteile
Athlone besteht aus den folgenden Ortsteilen (englisch sub places; in Klammern die Einwohnerzahlen der Volkszählung 2011).
| - Athlone SP (8.893) - Belgravia (5.300) - Belthorn Estate (3.738) - Bonteheuwel (45.967) - Bridgetown (12.120) - Forbes (731) - Gatesville (3.522) - Gatesville Informal (567) - Gleemoor (1.348) - Hanover Park (34.625) - Hatton (3) - Hazendal (4.995) - Heideveld (17.388) - Kewtown (8.373) - Lincoln (318) - Lochiel (490) | - Manenberg (52.877) - Mountview (2.211) - Newfields (3.538) - Penlyn Estate (2.879) - Primrose Park (1.571) - Rustdale (754) - Rylands (3.902) - Sand Industria (0) - Silvertown (6.652) - Sunnyside (623) - Surrey (7.167) - Sybrandpark (1.613) - Vanguard (2.294) - Welcome (1.606) - Zwartdam (1.348) |

Athlone SP (SP steht für sub place) ist der für den Ort namensgebende Ortsteil. Meistens ist in der Umgangssprache mit Athlone nur der Ortsteil und nicht der ganze Ort gemeint. Athlone SP hat 8.900 Einwohner. Bei einer Fläche von 1,50 km² entspricht dies einer Bevölkerungsdichte von 5.929 Einwohnern je km². Die Bevölkerung besteht zu 82,8 % aus Coloureds, 8,5 % Schwarzen, 4,1 % Indern bzw. Asiaten, 1,1 % Weißen und 3,5 % sonstigen. 81,6 % der Einwohner sprechen Englisch, 11,7 % Afrikaans und 6,7 % andere Sprachen.
Bonteheuwel ist mit 46.000 Einwohnern der zweitgrößte Ortsteil von Athlone. Bei einer Fläche von 3,55 km² beträgt die Bevölkerungsdichte 12.955 Einwohner je km². Die Bevölkerung besteht zu 95,3 % aus Coloureds, 3,1 % Schwarzen, 0,4 % Indern bzw. Asiaten, 0,1 % Weißen und 1,1 % sonstigen. 67,0 % der Einwohner sprechen Afrikaans, 31,4 % Englisch und 1,6 % andere Sprachen.
Bridgetown hat gut 12.000 Einwohner. Bei einer Fläche von 2,20 km² beträgt die Bevölkerungsdichte 5.517 Einwohner je km². Die Bevölkerung besteht zu 92,9 % aus Coloureds, 4,6 % Schwarzen, 1,4 % Indern bzw. Asiaten, 0,2 % Weißen und 0,8 % sonstigen. 72,4 % der Einwohner sprechen Englisch, 24,2 % Afrikaans und 3,4 % andere Sprachen.
Hanover Park ist mit knapp 35.000 Einwohnern der drittgrößte Ortsteil. Bei einer Fläche von 2,09 km² beträgt die Bevölkerungsdichte 16.554 Einwohner je km². Die Bevölkerung besteht zu 96,5 % aus Coloureds, 2,4 % Schwarzen, 0,4 % Indern bzw. Asiaten, 0,1 % Weißen und 0,6 % sonstigen. 70,7 % der Einwohner sprechen Afrikaans, 27,9 % Englisch und 1,4 % andere Sprachen.
Heideveld hat gut 17.000 Einwohner. Bei einer Fläche von 1,82 km² beträgt die Bevölkerungsdichte 9.557 Einwohner je km². Die Bevölkerung besteht zu 92,3 % aus Coloureds, 5,3 % Schwarzen, 0,8 % Indern bzw. Asiaten, 0,1 % Weißen und 1,4 % sonstigen. 63,1 % der Einwohner sprechen Afrikaans, 34,4 % Englisch, 1,2 % isiXhosa und 1,3 % andere Sprachen.
Manenberg ist mit 53.000 Einwohnern der größte Ortsteil von Athlone. Bei einer Fläche von 3,35 km² beträgt die Bevölkerungsdichte 15.797 Einwohner je km². Die Bevölkerung besteht zu 84,3 % aus Coloureds, 11,7 % Schwarzen, 0,5 % Indern bzw. Asiaten, 0,1 % Weißen und 3,4 % sonstigen. 71,8 % der Einwohner sprechen Afrikaans, 17,8 % Englisch, 6,8 % isiXhosa und 3,6 % andere Sprachen.